# 奥田忠高
奥田 忠高（おくだ ただたか）は、戦国時代から江戸時代前期にかけての武将。大和国畑城主。

## 生涯
大永2年（1522年）、小山八郎右衛門の子として誕生し、のちに奥田兼重の養子となる。
大和国山辺郡の豪族で、松永久秀に属した。元亀3年（1572年）4月に、久秀と三好義継が畠山氏の交野城を攻めた際、忠高は山口六郎四郎とともにその付城に置かれたが、織田軍が救援に現れたことにより城から脱した（『信長公記』）。
その後、織田信長に属す。『織田系図』によると、天正元年（1573年）8月、浅井氏が滅亡した際に「奥田三河守」が信長に降っている。
信長の死後は豊臣秀吉に仕えたが、辞して大和国畑（現在の奈良県山添村）に寓居した。
慶長5年（1600年）の関ヶ原の戦いの後、山岡景友の仲介で徳川家康に仕え、大和国山辺郡と紀伊国名草郡に2,800石を与えられた。
慶長6年（1601年）4月15日、死去。享年80。法名は道虚。
忠高の跡を継いだ子の忠次は、大坂夏の陣で後藤基次と激闘の末に戦死。その子孫は江戸幕府の旗本として続いた。